# Tabal
|  | Aquest article tracta sobre una cultura de la Capadòcia. Vegeu-ne altres significats a «tabal (instrument)». |

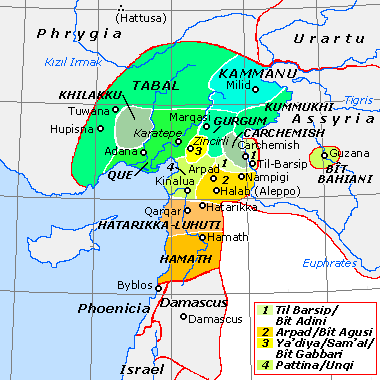
Situació dels tabal

Tabal, Tobal, Jabal o Tibarenoi va ser el nom d'un país i d'un grup indígena d'Anatòlia a la regió de la Capadòcia. Alguns estudiosos (com l'historiador georgià Ivane Javakhishvili) creuen que eren ancestres dels georgians i els assimilen als Meshecs (Meshekhs o Mosokhs), deformació de Mushki, un dels grups que van emigrar cap a Geòrgia i que els armenis també consideren els seus ancestres. També els tibarens, calibis i mosinecs van ser considerats grups georgians, i dels primers el grec Heròdot diu que vivien al nord del país de Tabal.
Un regne de Tabal (la bíblica Tubal) apareix quan s'enfonsa l'imperi Hitita cap al 1185 aC (encara que alguns historiadors opinen que ja existia més de mil anys abans). A les fonts hitites el territori correspondria al que ells anomenaven Terra Baixa Hitita. Era un regne neohitita que va tenir centre i capital a Kanesh, anomenada aleshores Kululu i a les inscripcions Bit Burutash (i en una, Bit Barutish), a prop de la moderna Kültepe, a Turquia. El regne de Tabal exercia domini sobre altres regnes: Atuna, Tuwana o Tukhan (Tokhan), Khupisha (Khupisna), Ishunda i Shinukta (Azitawatas), i aquest darrer a més estava estretament vinculat amb Que i aliat a Meliddu i un poble que a les inscripcions anomenen Kasku, que s'ha identificat amb descendents dels kashka. Es va estendre a les regions actuals de Kayseri, Nevsehir i Nigde, i la seva influència es va estendre des del nord (Pont oriental) a Cilícia.
El 836 aC Salmanasar III (858 aC-823 aC) va fer una expedició al país dels Tibareni (Tabal), que havia esdevingut tributari d'Urartu des d'almenys la meitat del segle VIII aC. Salmanassar III va rebre regals dels 24 reis de Tabal l'any 836 aC. El rei Kati, vassall d'Urartu, va enviar la seva filla a la cort assíria, on va ser acceptada a l'harem reial. Un suposat rei de Tabal, Burutaš, es menciona cap a l'any 740 aC en temps de Teglatfalassar III, però el més probable és que es refereixi a la ciutat de Bit Burutash.
Poc després del 740 aC Uassurme (Wasu Sharumush) de Tabal va pagar tribut a Assíria després de la conquesta d'Arpad per Teglatfalassar III (745-727 aC). Després el rei d'Assíria va posar en el tron a Khulli, que no era de sang reial, al que va fer pagar un onerós tribut. A Khulli el va succeir potser el 720 aC el seu fill Amris o Ambari, que cap al 718 aC va rebre de Sargon II (722-705 aC) la mà de la seva pròpia filla i va rebre Khilliki (Cilícia) com a dot, que sempre havia estat independent de Tabal. Però circa el 715 aC va fer aliança amb Urzaha (Rusa I, anomenat Urza pels assiris) d'Urartu, i amb Mita (Mides III) rei dels muskhi (Regne de Frígia). El 713 aC van derrotar Urartu, i el 712 aC el rei Amris de Tabal va quedar sotmès militarment a Assíria. Amris o Ambari va caure presoner i va ser portat a Assíria amb els seus parents i pertinences, els magnats del país, i uns 100 carros. A Tabal es van establir uns assiris (pro-assiris?) devots al govern i un tinent governador amb autoritat sobre ells, i es va fixar el tribut.
L'últim rei conegut va ser Wasurmas, esmentat a una estela (l'estela d'Incirli). Warpalawas (aliat de Mides III de Frígia) va conquerir Tabal, i així al rei de Tabal li va quedar només la Cilícia. Els reis de Tabal a la regió de Cilícia van ser vassalls dels assiris, que cap a l'any 700 aC van establir-hi guarnicions. Els cimmeris les van expulsar el 679 aC. El 650 aC aproximadament els cimmeris es van aliar amb Tabal contra Lídia i junts van derrotar i matar el rei de Lídia, Giges, en una data que podria situar-se potser el 645 aC, tot i que en general s'atribueix a Giges un regnat abans d'aquesta data. Després els reis es van aliar als assiris altra vegada.
Seguint l'historiador romà Flavi Josefus (37-100), que diu que «els tobals es diuen ara Ibers», molts historiadors els consideren ancestres del georgians més que dels armenis.
S'han trobat monuments de pedra del segle VIII aC corresponents a aquest regne, amb jeroglífics hitites a Gülsehir-Sivasa (Gökçetoprak), Acigöl-Topada, i Hacibektas-Karaburna.

## Llista de reis
- Kati (Kiakki) vers 837 aC, fill de Tuwati o Tuwatis
- Tuwatis II (Tuate) vers 770 aC
- Burutash vers 740 aC (esmentat pels assiris, probablement és una ciutat o regió i no un rei)
- Uassurme (Wasuarma) vers 738 aC
- Wasu-Šamaš/Wasu-Šarumas ?
- Hili (Khulli) vers 730 aC
- Ambari o Amris vers 720-712 (casat amb Ahat-abištu, filla de Sargon II)
- Warpalawas vers 712 aC
- Wasurmas vers 700 aC (reduït només a Cilícia)
- Part de Frígia segle viii aC
- Reis de Tabal a Cilícia (tributaris d'Assíria vers 700 aC)
- Hidi vers 690
- Mugallu (Mukalli) vers 670
- ...-ussi vers 650
- a Babilònia 609 aC.